# Neerijnen (ancienne commune)
Pour les articles homonymes, voir Neerijnen.
Neerijnen est une ancienne commune néerlandaise, en province de Gueldre, située sur la rive droite du Waal.

## Histoire
La commune est née le 1er janvier 1978 par la fusion des communes Est en Opijnen, Haaften, Ophemert, Varik et Waardenburg.

## Monuments
- Château de Waardenburg, à Waardenburg